# Josia aurifusa
Josia aurifusa là một loài bướm đêm thuộc họ Notodontidae. Nó là loài đặc hữu của Venezuela.
Ấu trùng ăn Passiflora rubra và Passiflora capsularis.